# Desiree Craike
Desiree Craike Ross – nowozelandzka zapaśniczka walcząca w stylu wolnym. Wicemistrzyni Wspólnoty Narodów w 1995. Czterokrotna medalistka mistrzostw Oceanii w latach 1995 – 1999. Szósta w mistrzostwach Azji w 1997 roku.